# Don't Touch the Light
Don't Touch the Light är det första studioalbumet av den tyska hårdrocksgruppen Bonfire från 1986. Samtliga låtar är skrivna av sångaren Claus Lessmann, medan gitarristen Hans Ziller har varit inblandad i åtta av låtarna. Men även de övriga medlemmarna har varit inblandade i låtskrivandet. Bonfire med Don't touch the light har aldrig legat på den amerikanska billboardlistan. 2009 kom det en remastrad version av Don't touch the light som innehöll ett flertal av låtarna i liveversioner också.

## Låtlista
| Nr | Titel                 | Kompositör                                           | Längd |
| -- | --------------------- | ---------------------------------------------------- | ----- |
| 1. | Intro                 | Lessmann, Ziller, Maier-Thorn, Deisinger, Huelshorst | 1:58  |
| 2. | Starin' Eyes          | Maier-Thorn, Lessmann                                | 4:10  |
| 3. | Hot To Rock           | Ziller, Deisinger, Lessmann                          | 4:12  |
| 4. | You Make Me Feel      | Ziller, Lessmann                                     | 4:44  |
| 5. | Longing For You       | Lessmann, Ziller, Maier-Thorn                        | 3:45  |
| 6. | Don't Touch The Light | Ziller, Maier-Thorn, Lessmann                        | 4:31  |
| 7. | S.D.I.                | Lessmann, Ziller, Maier-Thorn                        | 5:47  |
| 8. | No More               | Ziller, Lessmann                                     | 4:10  |
| 9. | L.A.                  | Ziller, Lessmann                                     | 4:39  |

## Bandmedlemmar
- Claus Lessmann - sång
- Hans Ziller - gitarr & bakgrundssång
- Horst Maier-Thorn - gitarr & bakgrundssång
- Jörg Deisinger - bas & bakgrundssång
- Dominik Huelshorst - trummor & bakgrundssång